# Shame (2011)
Shame (bra: Shame; prt: Vergonha) é um filme britânico do gênero drama coescrito e dirigido por Steve McQueen, com Michael Fassbender e Carey Mulligan. É uma coprodução da Film4 e See-Saw Films. Shame foi lançado no Reino Unido em 13 de janeiro de 2012. O filme arrecadou US$ 17 milhões de dólares americanos até o final de sua temporada teatral em todo o mundo, incluindo quase US$ 4 milhões nos Estados Unidos.

## Sinopse
Brandon (Michael Fassbender) é um publicitário na faixa dos trinta anos, bem sucedido e bonito que vive e trabalha em Nova York. Distante de sua irmã e aparentemente sem amigos próximos, Brandon secretamente luta contra o vício em sexo, assim ele passa os dias buscando todo tipo de aventuras sexuais desde assistir a filmes pornográficos no computador, contratar prostitutas, buscar mulheres em bares, até terminar por entrar em um bar gay. De repente sua irmã (Carey Mulligan) aparece em seu apartamento, o que acaba por incentivar a romper com a vida que levava, a ponto de tentar manter uma relação sentimental com sua colega de trabalho Marianne (Nicole Beharie).[carece de fontes?]

## Elenco
- Michael Fassbender como Brandon Sullivan
- Carey Mulligan como Sissy Sullivan
- James Badge Dale como David
- Nicole Beharie como Marianne
- Lucy Walters como mulher do metrô
- Alex Manette como Steven